# Maritime Mobile Service Identity
Der Begriff Rufnummer des mobilen Seefunkdienstes (engl. Maritime Mobile Service Identity, daher auch im Deutschen häufig abgekürzt mit MMSI) bezeichnet eine neunstellige, zukünftig zehnstellige, weltweit gültige Rufnummer des mobilen Seefunkdienstes zur Kennzeichnung einer See- oder Küstenfunkstelle sowie eines SAR-Flugzeugs im Global Maritime Distress and Safety System (GMDSS). Hierbei besitzt jede See- oder Küstenfunkstelle und jedes SAR-Flugzeug, die bzw. das mit mindestens einer GMDSS-fähigen Seefunkanlage ausgerüstet ist, eine eigenständige MMSI. Alle Funkanlagen einer Funkstelle haben hierbei dieselbe MMSI-Nummer. Mit Hilfe der MMSI ist es somit über Digital Selective Calling (DSC) möglich, ein Seefunkgespräch mit einer bestimmten See- oder Küstenfunkstelle und einem bestimmten SAR-Flugzeug durchzuführen.
Für Seefunkstellen, Küstenfunkstellen, Gruppen von Seefunkstellen und SAR-Flugzeuge werden unterschiedliche MMSI verwendet:
- Die MMSI einer Seefunkstelle besteht aus der dreistelligen MID (Maritime Identification Digits), die das Heimatland der Seefunkstelle kennzeichnet, gefolgt von sechs Ziffern von jeweils 0 bis 9, die die Seefunkstelle eindeutig kennzeichnen. Deutschland hat die beiden MIDs 211 und 218, so dass eine MMSI einer deutschen Seefunkstelle wie folgt aufgebaut ist: 211xxxxxx
- Die MMSI einer Küstenfunkstelle besteht aus zwei Nullen gefolgt von der MID und vier Ziffern von jeweils 0 bis 9, die die Küstenfunkstelle eindeutig kennzeichnen.
- Die MMSI einer Gruppe von Seefunkstellen (z. B. aller Seefunkstellen einer Reederei) besteht aus einer Null gefolgt von der MID und fünf Ziffern von jeweils 0 bis 9, die die Gruppe eindeutig kennzeichnen.
- Die MMSI einer Gruppe von Küstenfunkstellen besteht aus zwei Nullen gefolgt von der MID und vier Ziffern von jeweils 0 bis 9, die die Gruppe von Küstenfunkstellen eindeutig kennzeichnen. Diese Rufnummer kann für Anrufe an eine bestimmte Gruppe von Küstenfunkstellen verwendet werden.
- Die MMSI von SAR-Flugzeugen besteht aus drei Einsen gefolgt von der MID und drei Ziffern von jeweils 0 bis 9, die das SAR-Flugzeug eindeutig kennzeichnen[1].

Bei Seefunkanlagen, die zukunftweisend bereits die Eingabe von zehnstelligen MMSI erlauben, wird die MMSI in die ersten neun Stellen eingegeben und die letzte Stelle mit einer Null aufgefüllt.
In Deutschland werden MMSI durch die Außenstelle Hamburg der Bundesnetzagentur zugeteilt.
| Wer sendet/empfängt     | MMSI | MMSI  | MMSI    | MMSI     | MMSI |
|                         | MID  | x=0…9 | Zukunft | Beispiel | |
| ----------------------- | ---- | ----- | ------- | -------- | --- |
| Seefunkstelle           |      | 211   | xxxxxx  | 0        | |
| Küstenfunkstelle        | 00   | 211   | xxxx    | 0        | Bremen Rescue Radio (Ruf: Bremen Rescue), angesiedelt in der Seenotleitung (MRCC) in Bremen: 00 211 1240 |
| Gruppe Seefunkstellen   | 0    | 211   | xxxxx   | 0        | |
| Gruppe Küstenfunkstelle | 00   | 211   | xxxx    | 0        | |
| SAR-Flugzeugen          | 111  | 211   | xxx     | 0        | |